# فرودگاه کیکوری
فرودگاه کیکوری (به انگلیسی: Kikori Airport) یک فرودگاه با کد یاتا KRI است . این فرودگاه در شهر کیکوری، پاپوآ گینه نو کشور پاپوآ گینه نو قرار دارد و در ارتفاع ۱۲ متری از سطح دریا واقع شده است.

## شرکت‌های هواپیمایی و مقصدهای پروازی
| شرکت‌های هواپیمایی | مقصدهای پروازی                                |
| ----------------- | --------------------------------------------- |
| Airlines PNG      | Lake Murray، ماونت هاگن، جکسنز، Suki، Tabubil |
| ایر نیوگینی       | جکسنز                                         |